# Fusichalara novae-zelandiae
Fusichalara novae-zelandiae är en svampart som beskrevs av S. Hughes & Nag Raj 1973. Fusichalara novae-zelandiae ingår i släktet Fusichalara, divisionen sporsäcksvampar och riket svampar.   Inga underarter finns listade i Catalogue of Life.